# Epanaphe
Epanaphe is een geslacht van vlinders van de familie tandvlinders (Notodontidae), uit de onderfamilie Thaumetopoeinae.

## Soorten
- E. bergeri Kiriakoff, 1970
- E. candezei Hulstaert, 1924
- E. carteri (Walsingham, 1885)
- E. clara (Holland, 1893)
- E. clarilla Aurivillius, 1904
- E. distalis Gaede, 1928
- E. ealana Strand, 1922
- E. fasciata (Aurivillius, 1925)
- E. maynei Hulstaert, 1924
- E. moloneyi (Druce, 1887)
- E. nigripicta Hulstaert, 1924
- E. parva (Aurivillius, 1891)
- E. subsordida Holland, 1893
- E. unifascia Hulstaert, 1924
- E. unifasciata Hulstaert, 1924
- E. vuilleti (de Joannis, 1907)